# 무청

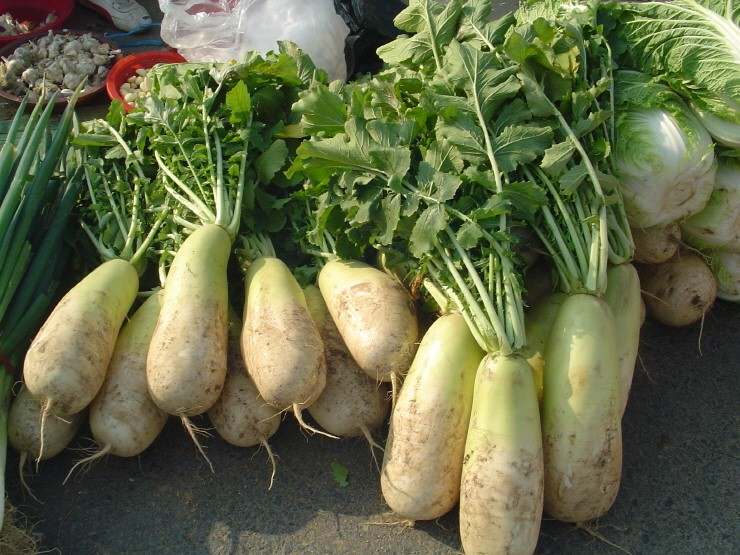
무청이 달린 조선무

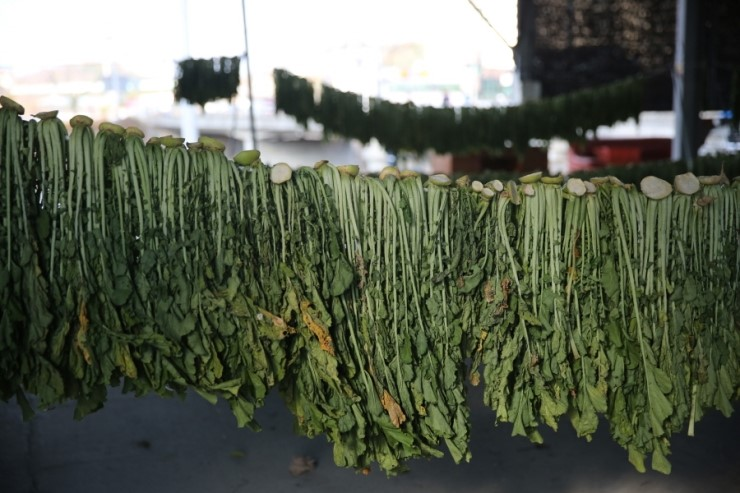
시래기로 쓰기 위해 무청을 말리는 모습

무청은 무의 잎과 줄기이다. 한국 요리에는 주로 조선무의 무청이 쓰인다. 말려서 시래기로 쓰기도 한다.

## 사진

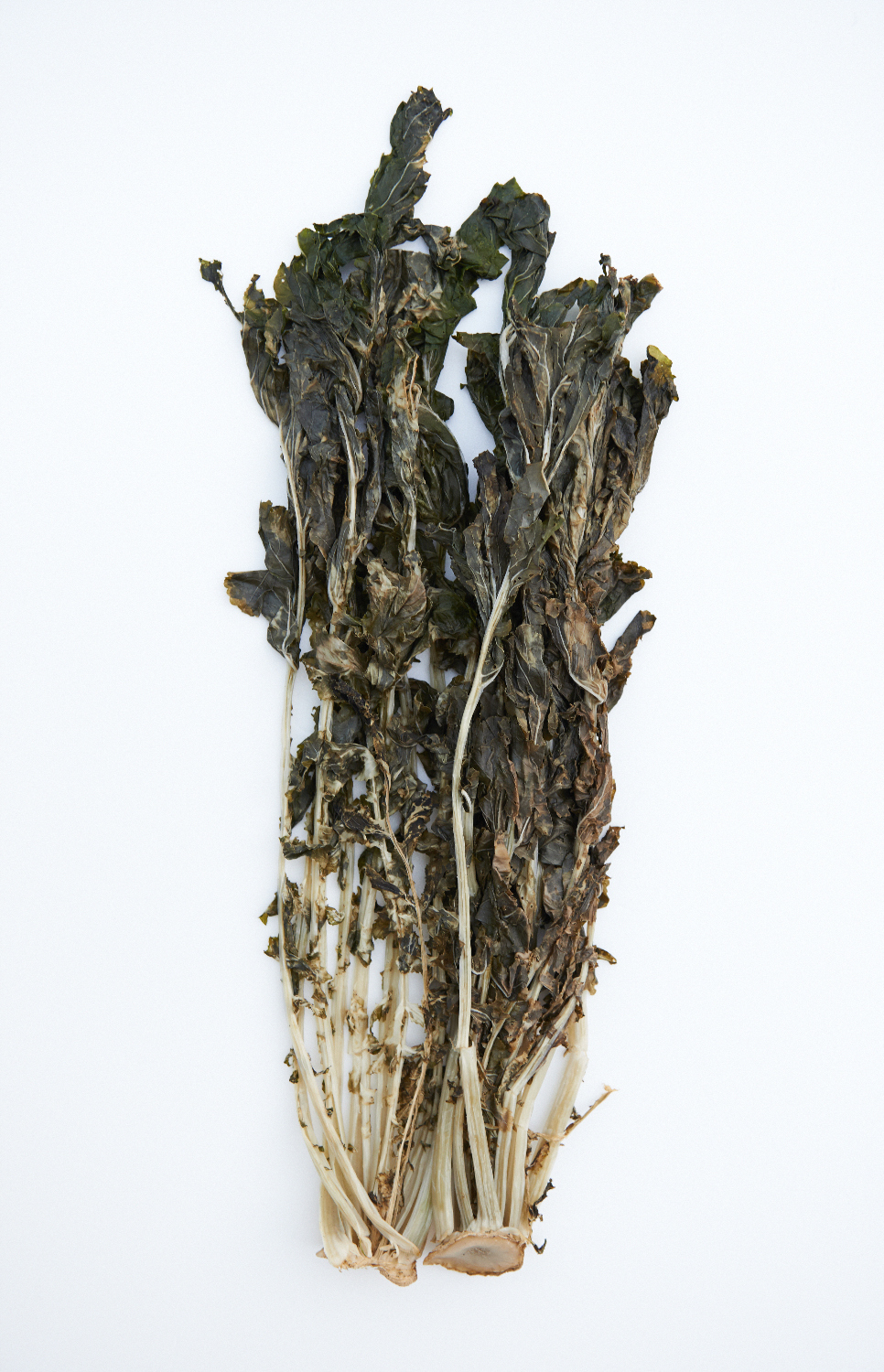
무청시래기

## 같이 보기
- 무순
- 시래기
- 열무